# Martin Krause
Martin Krause (Lobstädt, Saxònia, 17 de juny de 1853 - Plattling, Baviera, 2 d'agost de 1918) fou un concertista de piano, compositor, editor i pedagog alemany.

## Biografia
Va ser l'últim fill de l'organista i mestre concertador Johann Carl Friedrich Krause. Va seguir estudis de magisteri en Borna (Leipzig). Més tard va estudiar amb Carl Reinecke i va completar els seus estudis amb Franz Liszt entre 1883 i 1886. Atès que Liszt havia estudiat amb Carl Czerny, i aquest ho havia fet amb Beethoven, la línia de formació pianística de Krause és veritablement destacada. Es va establir a Leipzig com a professor i compositor d'obres per a piano, i en aquesta ciutat va fundar en 1885 el Franz-Liszt-Verein (Societat Liszt), conjuntament amb Aleksandr Ziloti.
Va donar classes en el conservatori de Dresden i, posteriorment, a partir de 1901, va ser professor en la Reial Acadèmia de la Música de Múnic. El 1904 va passar a Berlín com a professor del Städtisches Konservatorium für Musik (més conegut com a Stern'sches Konservatorium, Conservatori Stern). Va morir als 65 anys, durant unes vacances.
Entre els seus alumnes s'hi destaquen els pianistes xilens Rosita Renard i Claudio Arrau, i el compositor mexicà Manuel M. Ponce i l'australià Thilo Becker.

## Obres literàries
- Calendari Wagner de 1908, en ocasió del 25.º aniversari de la mort de Richard Wagner, ed. per Martin Krause, Berlín: Virgil, 1908.

## Alumnes
- Manuel M. Ponce (1882-1948)
- Edwin Fischer (1886-1960)
- Rosita Renard (1894-1949)
- Grete von Zieritz (1899-2001)
- Claudio Arrau (1903-1991); sobre Arrau, Krause va dir «aquest nen ha de ser la meva obra mestra».[3][4]
- Armando Moraga Molina
- Kurt von Wolfurt.[5]